# Krokgöl (Hjorteds socken, Småland)
Krokgöl är en sjö i Västerviks kommun i Småland och ingår i Botorpsströmmens huvudavrinningsområde.